# Řehoř Hrubý z Jelení
Řehoř Hrubý z Jelení, deutsch auch Gregor Hruby von Jeleni (* um 1460; † 7. März 1514 in Prag) war ein tschechischer Schriftsteller, Übersetzer und Humanist.
Er lebte zunächst auf seinem Landsitz in der Nähe von Louny. Anfang des 16. Jahrhunderts verkaufte er den Besitz, schickte seinen Sohn Sigismund zum Studium nach Italien und zog selbst nach Prag. Dort widmete er sich der Literatur, vor allem Übersetzungen aus dem Latein. Sein umfangreiches Wissen erlangte er vor allem durch autodidaktisches Lernen. Er war begeisterter Anhänger des Humanisten Viktorin Kornel ze Všehrd.
Neben religiösen Schriften übersetzte Řehoř Hrubý z Jelení auch Werke von Cicero und italienischen Humanisten. Die Übersetzungen ergänzte er mit eigenen Gedanken, Notizen und Kommentaren.

## Werke
- Eigene Schriften:
  - Napomenutí k Pražanům

- Übersetzungen:
  - Reden von Cicero
  - Werke von Petrarch
  - Erasmus von Rotterdam – Lob der Torheit